# 潍坊市广播电视台
潍坊市广播电视台（与潍坊广播影视集团为一个机构两块牌子）是中国山东省潍坊市的一家地级媒体机构，成立于2009年4月17日，由原潍坊人民广播电台、潍坊电视台及潍坊市广播电视局所属其他事业单位整合成立。集团现拥有4条电视频道、4条广播频率，其中潍坊电视台于1984年12月1日开播，而潍坊人民广播电台则于1985年5月18日开播。

## 历史

### 潍坊电视台
潍坊电视台成立于1984年8月1日，是一个24小时播出的电视台，利用无线发射和有线光缆传输覆盖整个潍坊地区和周边部分地市，覆盖半径达85公里，直接受众1000余万人，其中有线电视用户110万户。
2016年9月24日，潍坊电视台全部频道完成播出系统高清改造，高清版本开始在台内试播。2016年9月26日起，潍坊电视台5套节目的标清版本画面比例改为16:9，唯有少量自办节目、部分广告及大部分外购节目依旧维持4:3比例。同年11月9日起，台标横向压缩，以适应16:9格式。之后新购入的外来节目和剧集开始陆续改为16:9格式播出。
2017年7月25日零时起，潍坊电视台所属第1－4套节目的高清版本通过潍坊城区有线电视网正式对外播出，实现了高清、标清同步播出。

### 潍坊人民广播电台
潍坊人民广播电台成立于1985年2月1日，同年5月18日正式开播，先后使用50瓦、1千瓦、3千瓦调频广播机和1千瓦、10千瓦中波广播机发射自办节目，中波信号和调频信号分别扩大覆盖人口60万人和30万人。现有4条广播频率，职工200余人，全天播音时间超过140小时。

## 电视频道
- WFTV-1 新闻综合频道
- WFTV-2 经济生活频道
- WFTV-3 影视综艺频道
- WFTV-4 科教文旅频道（潍坊睛彩传媒集团）
- 导视服务频道

## 广播频率
- 新闻广播（FM89.9 AM1161）
- 经济（私家车）广播（FM93.3 AM1287）
- 交通广播（FM107 AM846）
- 音乐之声（FM88.1）